# Hans Brenner
Pour les articles homonymes, voir Brenner.
Johann « Hans » Brenner, né le 25 novembre 1938 à Innsbruck et mort le 4 septembre 1998 à Munich est un acteur autrichien. 

## Biographie et carrière
Hans Brenner a suivi sa formation d’acteur à l'école Mozarteum de Salzbourg. Après l'obtention de son diplôme, il a été engagé au Vorarlberger Landestheater de Brégence et ultérieurement à Heidelberg, Göttingen, Berlin et Zurich . Avec l'actrice Ruth Drexel, il a fondé sa propre troupe d'acteurs. Il fut également cofondateur du Tiroler Volksschauspiele (un festival de théâtre qui a lieu à Telfs). En 1970, il reçoit le rôle principal dans le tournage de l'histoire de la vie de Mathias Kneißl.
Dans les années 1970, Hans Brenner se fait connaître d’un plus large public dans des séries télévisées telles Der Kommissar, Le Renard, Derrick, Un cas pour deux.
Il jouait souvent aux côtés de son ami Helmut Fischer et de sa compagne Ruth Drexel .
En 1983, il est engagé au Münchner Volkstheater. De 1984 à 1994 il incarne le personnage Alois Baierl dans la série télévisée Nix für ungut! diffusée sur la radio bavaroise Bayerischer Rundfunk .
Dans Todesspiel de Heinrich Breloer, documentaire télévisé sur l'enlèvement de Hanns Martin Schleyer par la Fraction armée rouge et le détournement du vol Lufthansa 181 à Mogadiscio, il tient le rôle central de Hanns Martin Schleyer. Il recevra pour ce rôle plusieurs distinctions.
L'année suivante, il meurt d'un cancer à l'âge de 59 ans. Hans Brenner a été enterré dans sa ville natale d'Innsbruck.
L'acteur Moritz Bleibtreu (né en 1971) est le fils de Monica Bleibtreu et Hans Brenner . Jusqu'à sa mort en 1998, Hans Brenner a vécu plus de 25 ans avec Ruth Drexel , de cette relation est née sa fille Cilli Drexel. En outre, précédemment, Hans Brenner a eu avec l'actrice suisse Susanne Kappeler trois autres filles.

## Distinctions
- 1983 : la médaille Ludwig-Thoma de la ville de Munich pour ses rôles théâtraux dans Le Cercle de craie caucasien et L’Opéra de quatre sous de Bertolt Brecht [5]
- 1997 : le Goldener Gong (prix des médias décernés par le magazine de programmes télévisés allemand Gong) pour le rôle de Hanns Martin Schleyer dans Todesspiel
- 1997 : le prix Telestar : Catégorie acteur (prix de télévision initié par WDR et ZDF)
- 1998 : la Goldene Kamera pour le rôle de Hanns Martin Schleyer dans Todesspiel [6]

## Filmographie (sélection)
- 1970: Mathias Kneissl de Reinhard Hauff: Mathias Kneissl
- 1971: Der Kommissar: Die andere Seite der Strasse: Rocke
- 1972: Oscar Wilde de Hansgünther Heyme: François1972: Oscar Wilde de Hansgünther Heyme:
- 1973: Tatort: Ein ganz gewöhnlicher Mord: Michael Puczek
- 1973: Der Kommissar: Ein Funken in der Kälte: Erich Schönau
- 1974-1975: Munchner Geschichten (3 épisodes): Max Litzner
- 1975: Der Kommissar: Warum es ein Fehler war, Beckmann zu erschießen: Mr Koch
- 1977: Tatort: Flieder für Jaczek: Ferdi Kofler
- 1977: Le Renard: L’otage (Die Dienstreise): Klaus Rott
- 1978: Le Renard: Vengeance (Die Rache): Walter Nagel
- 1978 : Le Couteau dans la tête (Messer im Kopf) de Reinhard Hauff
- 1980: Le Renard: Un ami (Der Freund): Emil
- 1981: Derrick : L'heure du crime (Die Stunde der Mörder) : Mr Schulau [7]
- 1981: Un cas pour deux : Les faux amis (Der Erbe): Otto Czerni
- 1981: Le Renard: Jusqu’à la mort (Bis dass der Tod uns scheidet): Axel Bonte
- 1984: Le Renard: Cavalier seul (Alleingang): Jochen Borst
- 1984: Derrick: Mort pour rien (Ein Mörder zu wenig) : Mr Diehl [8]
- 1985: Un cas pour deux : Le gros lot (Sechs Richtige): Martin Krafft
- 1986: Le Renard: Un radeau pour l’au-delà (Flossfahrt ins Jenseits): Georg Grusebeck
- 1987: Tatort: Pension Tosca oder Die Sterne lügen nicht: Le commissaire Karl Scherrer
- 1987: Derrick: Patrouille de nuit (Nachtstreife): Le policier Marx [9]
- 1987-1992: Die Hausmeisterin (15 épisodes): Schorschi Gruber
- 1988: Zur Freiheit (8 épisodes) : Max Berghammer
- 1991: Le Renard: A deux doigts du bonheur (Liebe und Tod): Rudi Hölzl
- 1993: Tatort: Alles Palermo: Anton Berger
- 1993-1997: Ein Bayer auf Rügen (46 épisodes): Haberl
- 1994: Tatort … und die Musi spielt dazu : Hermann Beck
- 1994-1998: Peter und Paul (13 épisodes): le pasteur Brendl
- 1997: Todesspiel de Heindrich Breloer:  Hanns-Martin Schleyer
- 1998: Tierarzt Dr Engel (14 épisodes): Joseph Halluber
- 1999: Unser Lehrer Doktor Sprecht (13 épisodes): Le Pr Böck